# Ammothella tuberculata
Ammothella tuberculata is een zeespin uit de familie Ammotheidae. De soort behoort tot het geslacht Ammothella. Ammothella tuberculata werd in 1904 voor het eerst wetenschappelijk beschreven door Leon Jacob Cole.
De soort komt voor aan de kust van de Amerikaanse staat Californië.